# Røverkøb
Røverkøb er en dansk butikskæde, der forhandler bl.a. maling, gulvbehandling og andre produkter indenfor gør-det-selv. Kæden profilerer sig på lave priser.
Røverkøb blev dannet i 1995. Kæden består af 22 butikker, der alle er beliggende i Storkøbenhavn.